# Likier

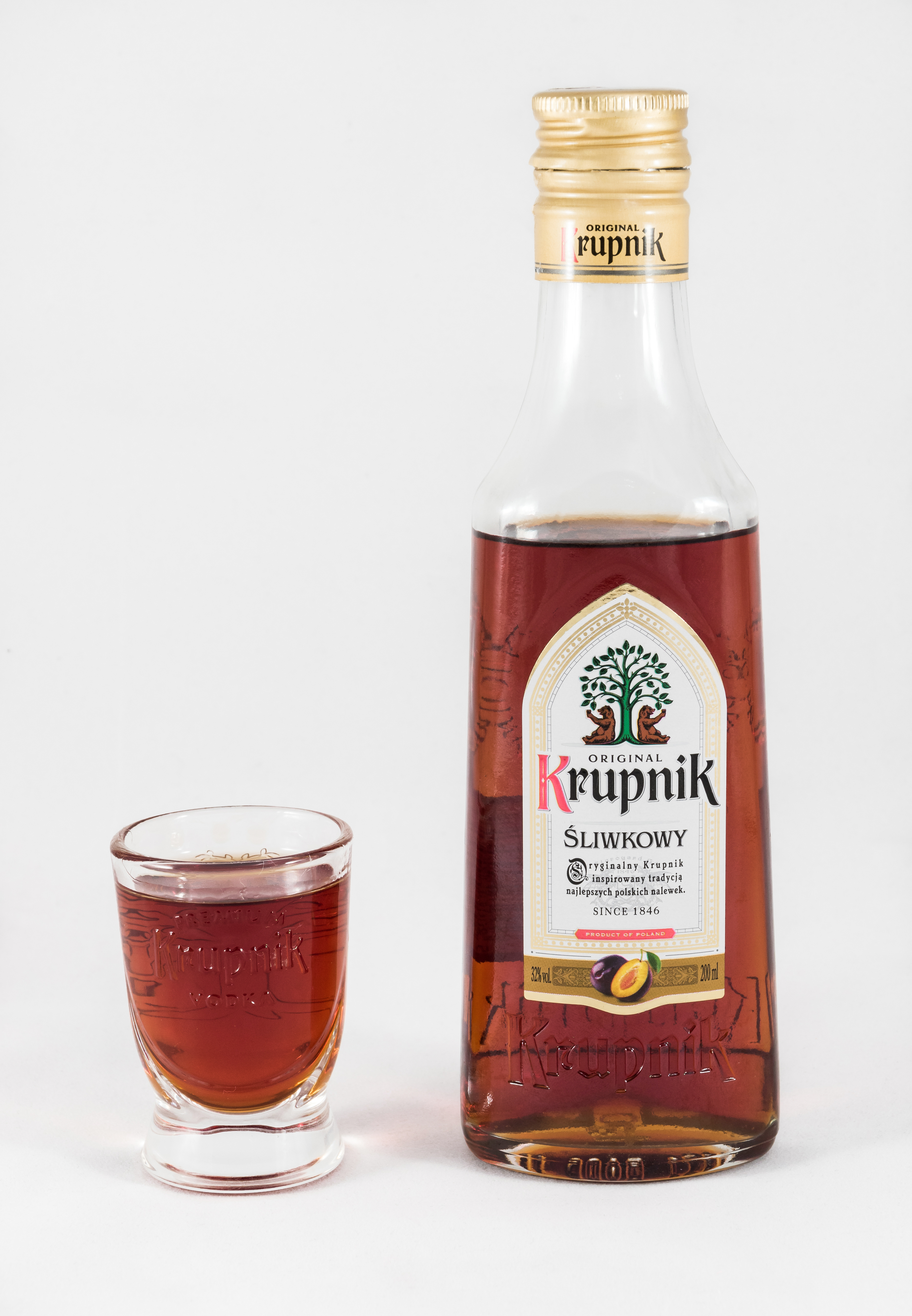
Likier śliwkowy Krupnik

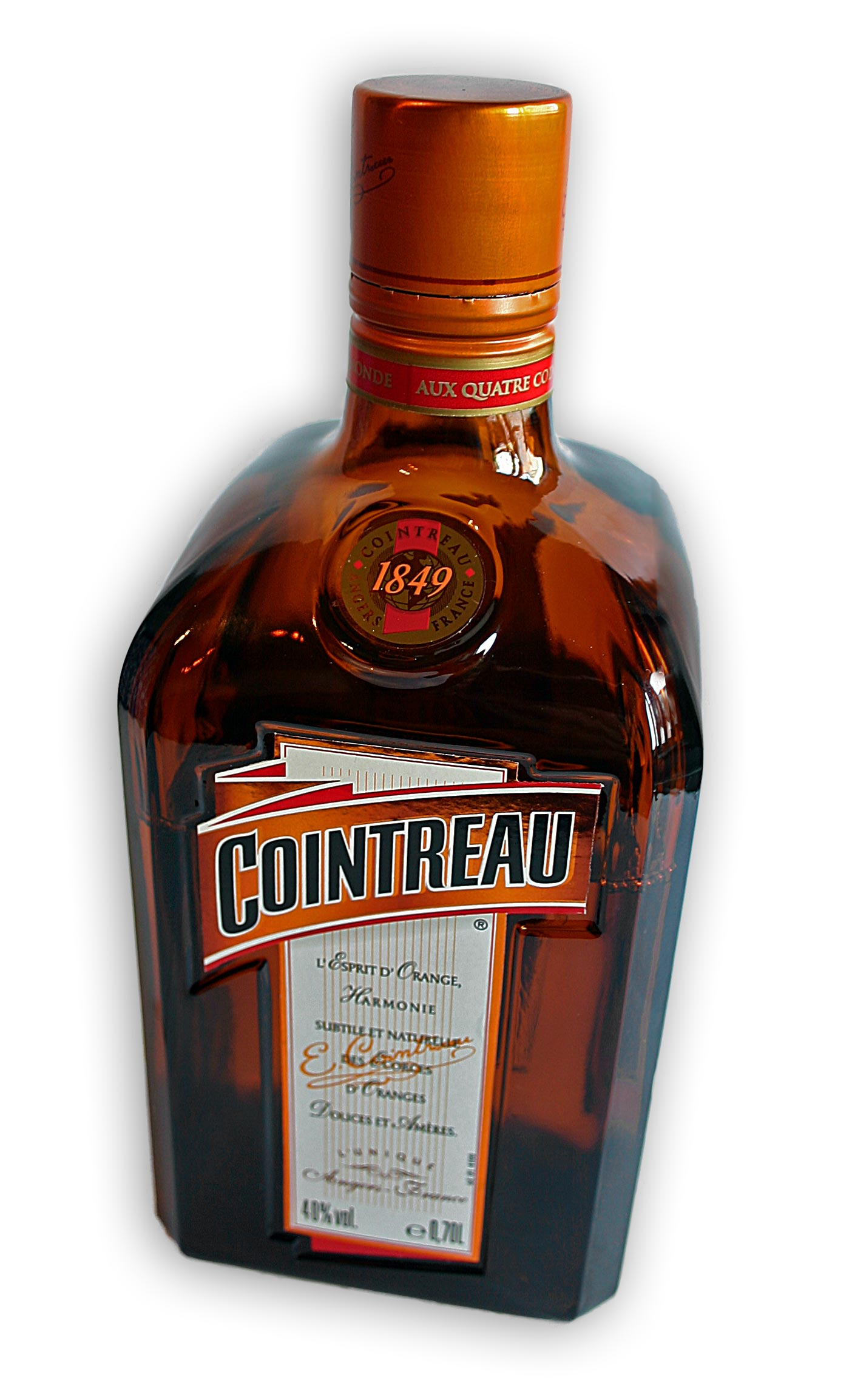
Butelka likieru Cointreau

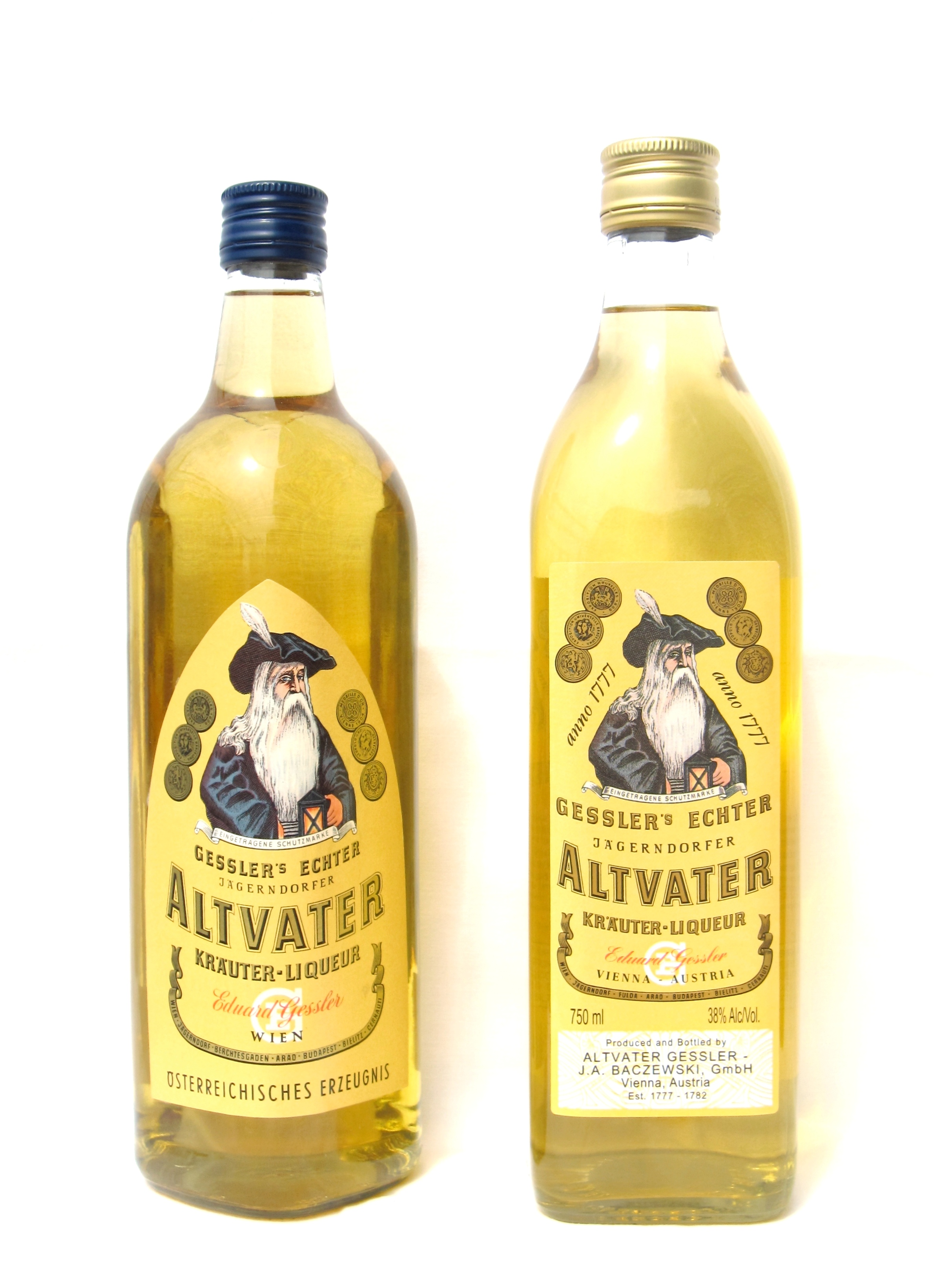
Butelka likieru Pradziad/Altvater

Likier (fr. liqueur) – wysokoprocentowy napój alkoholowy o słodkim smaku owocowym, korzennym lub korzenno-ziołowym i zawartości alkoholu 23%–45%; pokrewnym napojem jest nalewka.

## Najpopularniejsze likiery
- Advocaat – likier jajeczny
- Amaretto – likier migdałowy
- Amarula − likier wytwarzany z owoców maruli
- Archers − likier brzoskwiniowy
- Baileys – likier z whisky i śmietanki
- Becherovka – likier ziołowy
- Benedyktyn – likier ziołowy
- Bielska Gruszkowa – likier gruszkowy
- Bombardino – likier na bazie alpejskiego mleka, jajek i rumu
- Blue curaçao – kolor niebieski, smak pomarańczowy
- Campari – likier pomarańczowo-ziołowy, gorzki
- Canari – likier śmietankowy
- Chartreuse – likier ziołowy
- Cointreau – likier pomarańczowy
- Creme de cassis – likier z czarnej porzeczki
- Curaçao – pomarańczowy
- Demänovka − likier miodowo-ziołowo-korzenny
- Drambuie – likier miodowo-ziołowy
- Echt Stonsdorfer – ziołowy likier z Niemiec o specyficznym gorzkawym smaku. Został wyprodukowany w 1810 roku w Staniszowie (niem. Stonsdorf).
- Fireball – likier cynamonowy na bazie whiskey
- Frangelico – likier orzechowy
- Galliano – likier ziołowy
- Goldwasser – likier z wiórkami 23-karatowego złota
- Grand Marnier – likier pomarańczowy
- Jägermeister – likier ziołowo-korzenny
- Kahlúa – likier kawowy
- Karpatská hořká – likier ziołowy
- Krupnik – likier miodowy
- Likier Karkonoski – likier ziołowy typu staniszowskiego (z sokiem z jagód/borówek czarnych)
- Limoncello – likier cytrynowy, kolor żółty
- Malibu – likier z rumu i mleka kokosowego
- Manzana – likier jabłkowy
- Maraskino − likier wiśniowy z wiśni Marasca
- Midori − likier melonowy
- Minttu − likier miętowy
- Nocino – likier orzechowy
- Passoa – likier z marakui
- Pepermint − likier miętowy, kolor zielony
- Pisang Ambon – likier bananowy
- Pradziad (Altvater) – likier ziołowy
- Prunelle – likier śliwkowy
- Rīgas Melnais balzams – czarny likier ziołowy
- Sabra – likier czekoladowo-pomarańczowy
- Safari – likier z owoców egzotycznych
- Salmiakki Koskenkorva – likier z salmiakiem
- Sambuca – likier anyżowy
- Sheridan’s − likier kawowy
- Tia Maria − likier kawowy
- Triple sec – bezbarwny, smak pomarańczowy
- Umeshu – japoński likier śliwkowy
- Unicum – likier ziołowy